# Pardosa paludicola
Pardosa paludicola este o specie de păianjeni din genul Pardosa, familia Lycosidae. A fost descrisă pentru prima dată de Clerck, 1757. Conform Catalogue of Life specia Pardosa paludicola nu are subspecii cunoscute.